# Нуцлео Лонгироло (Варезе)
Нуцлео Лонгироло је насеље у Италији у округу Варезе, региону Ломбардија.
Према процени из 2011. у насељу је живело 20 становника. Насеље се налази на надморској висини од 373 м.